# Mārupīte
La Mārupīte est une rivière de Lettonie, petit affluent gauche de la Daugava. Ce cours d'eau a donné le nom au village de Mārupe et à la municipalité de Mārupe. 

## Géographie
Elle prend sa source dans le marécage Medema purvs entre Stūnīši et Tīraine. Elle traverse le territoire de Mārupes novads, récoltant les eaux des marécages adjacents tels Bieriņu purvs, Cenas tīrelis et Medema purvs. Après le virage vers l'ouest près de la dune de Petriņciems elle pénètre sur le territoire du voisinage de Bieriņi. Ici se trouve son point de confluence avec son affluent droit Bieriņgrāvis. Elle pénètre ensuite sur le territoire de Torņakalns où elle forme l'étang artificiel Māras dīķis mentionné dans les sources historiques déjà en 1226. Son écoulement depuis ce bassin est maitrisé par une écluse. Repartie en cascades et bassins du Parc d'Arcadie elle coule ensuite le long de la rue Raņķa dambis et se jette dans la Daugava au niveau du golf d'Āgenskalns (Āgenskalna līcis) dans le voisinage d'Āgenskalns.

## Affluents
- Bieriņgrāvis